# Kraj karlowarski
Kraj karlowarski (cz. Karlovarský kraj) – jednostka administracyjna Czech. Leży w zachodniej części krainy Czechy. Stolicą kraju są Karlowe Wary.

## Powiaty kraju karlowarskiego
- powiat Cheb
- powiat Karlowe Wary
- powiat Sokolov

## Miasta kraju karlowarskiego
- Karlowe Wary
- Cheb
- Sokolov
- Aš
- Nejdek
- Jachymów
- Mariańskie Łaźnie
- Franciszkowe Łaźnie
- Ostrov
- Chodov
- Kraslice